# Stapčava vilemetia
Stapčava vilemetia (vjenčica; lat. Willemetia stipitata) je vrsta glavočike iz roda vilemetia (Willemetia) raširene po južnoj, jugoistočnoj (uključujući Hrvatsku),  srednjoj i zapadnoj Europi
W. stipitata je višegodišnja zeljasta biljka žutih cvjetova, hemikriptofit.

## Podvrste
- Willemetia stipitata subsp. albanica (Kümmerle & Jáv.) Kirschnerová
- Willemetia stipitata subsp. stipitata

## Sinonimi
- Calycocorsus hieracioides F.W.Schmidt
- Calycocorsus stipitatus (Jacq.) Rauschert
- Chondrilla stipitata (Jacq.) Sch.Bip.
- Hieracium stipitatum Jacq.
- Taraxacum stipitatum (Jacq.) Sch.Bip.
- Willemetia hieracioides Neck.
- Zollikoferia hieracioides Nees

## Galerija
- W. stipitata
- W. stipitata
- W. stipitata